# Maria Giuseppa d'Austria
Maria Giuseppa d'Austria (Maria Josepha Benedikta Antonia Theresia Xaveria Philippine, in polacco: Maria Józefa; Vienna, 8 dicembre 1699 – Dresda, 17 novembre 1757) fu arciduchessa d'Austria per nascita, e dal 1711 al 1713 fu erede presuntiva della Monarchia asburgica. Per il suo matrimonio con Augusto di Sassonia fu elettrice di Sassonia e regina consorte della Confederazione polacco-lituana.

## Biografia

### Infanzia

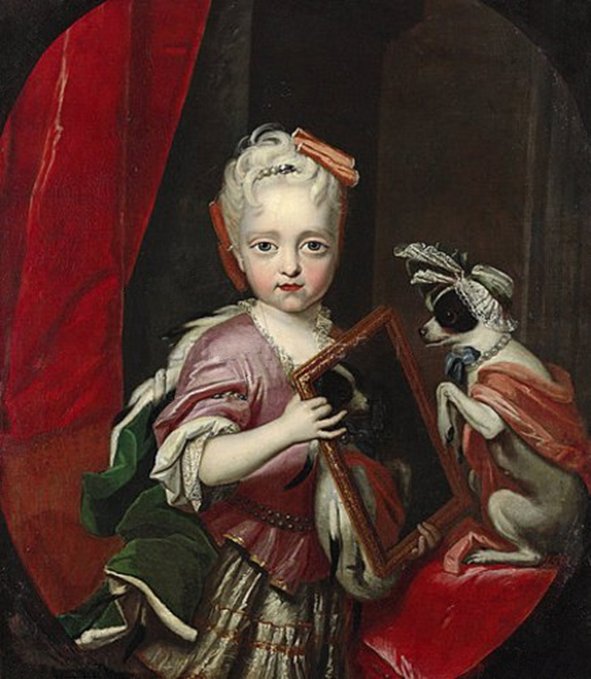
Maria Giuseppa in tenera età

Maria Giuseppa nacque a Vienna, come Arciduchessa d'Austria in quanto figlia primogenita di Giuseppe I, Imperatore del Sacro Romano Impero, e della Principessa Guglielmina Amalia di Brunswick-Lüneburg. Durante il regno di suo nonno, il padre e lo zio di Maria Giuseppa firmarono il decreto, il patto reciproco di successione del 1703, che rendeva la figlia maggiore di Giuseppe I erede dei domini asburgici a condizione che sia lui che suo fratello minore non avessero avuto figli maschi. Tuttavia, durante il regno del loro zio Carlo VI, Maria Giuseppa e sua sorella furono escluse dalla successione asburgica in favore della loro cugina Maria Teresa dalla Prammatica Sanzione del 1713.

### Matrimonio

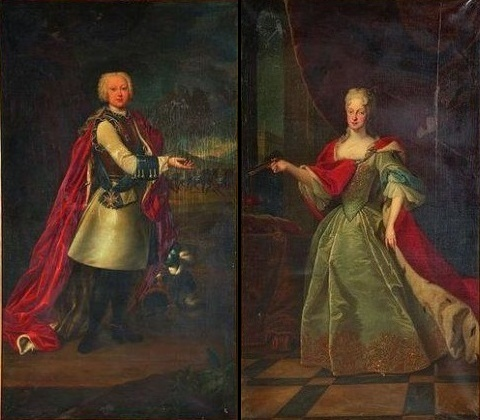
Maria Giuseppa e Federico Augusto II di Louis de Silvestre

Il matrimonio tra Maria Giuseppa e Federico Augusto II, Elettore di Sassonia (1733–1763) era stato suggerito dal padre di Federico, Augusto II il Forte, dal 1704. Il fatto che a Maria Giuseppa non fosse permesso sposare un non cattolico, tuttavia, impedì il matrimonio. Quando Augusto si convertì al cattolicesimo nel 1712, le trattative diventarono serie. Il 20 agosto 1719, Maria Giuseppa e Federico Augusto si sposarono.
Attraverso questo matrimonio tra le Casate di Wettin e Asburgo, il padre di Federico Augusto, sperava di collocare la Sassonia in una posizione migliore nel caso in cui sorgesse una guerra di successione nei territori austriaci. La coppia visse al castello di Dresda. Il matrimonio è stato descritto come felice e pare che Federico Augusto non le sia mai stato infedele.

### Regina di Polonia

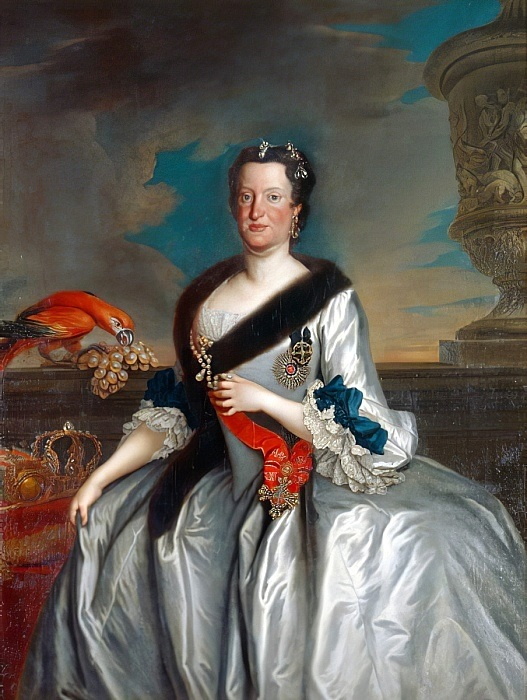
Maria Giuseppa, regina di Polonia, ritratta da Louis de Silvestre nel 1743

Nel 1733, Federico Augusto fu elevato a Re della Confederazione polacco-lituana come Augusto III il Sassone. Maria Giuseppa fu incoronata il 20 gennaio 1734. La Regina Maria Giuseppa era descritta come ambiziosa, intelligente e religiosa. Fondò molte chiese e conventi e diede il suo forte sostegno ai gesuiti polacchi.
Come regina di Polonia ed elettrice di Sassonia, divise il suo tempo tra le due nazioni. Sebbene la Sassonia fosse la sua residenza principale, le piacevano i suoi soggiorni in Polonia, perché era una nazione cattolica dove poteva esercitare apertamente la sua fede. Tra il novembre 1734 e il febbraio 1736, lei e Federico Augusto fecero la loro primo tour della Polonia, prolungato a causa della guerra di successione polacca. Imparò a parlare polacco ed era spesso presente durante le assemblee del parlamento polacco. Durante le sue assenze da casa, scriveva spesso con i suoi figli in francese, avendo con loro un rapporto un po' più stretto del solito per la sua classe. Condivideva con il coniuge un interesse per la musica, l'arte e la caccia e di solito trascorrevano gli autunni al Palazzo di Hubertusburg per la stagione della caccia.

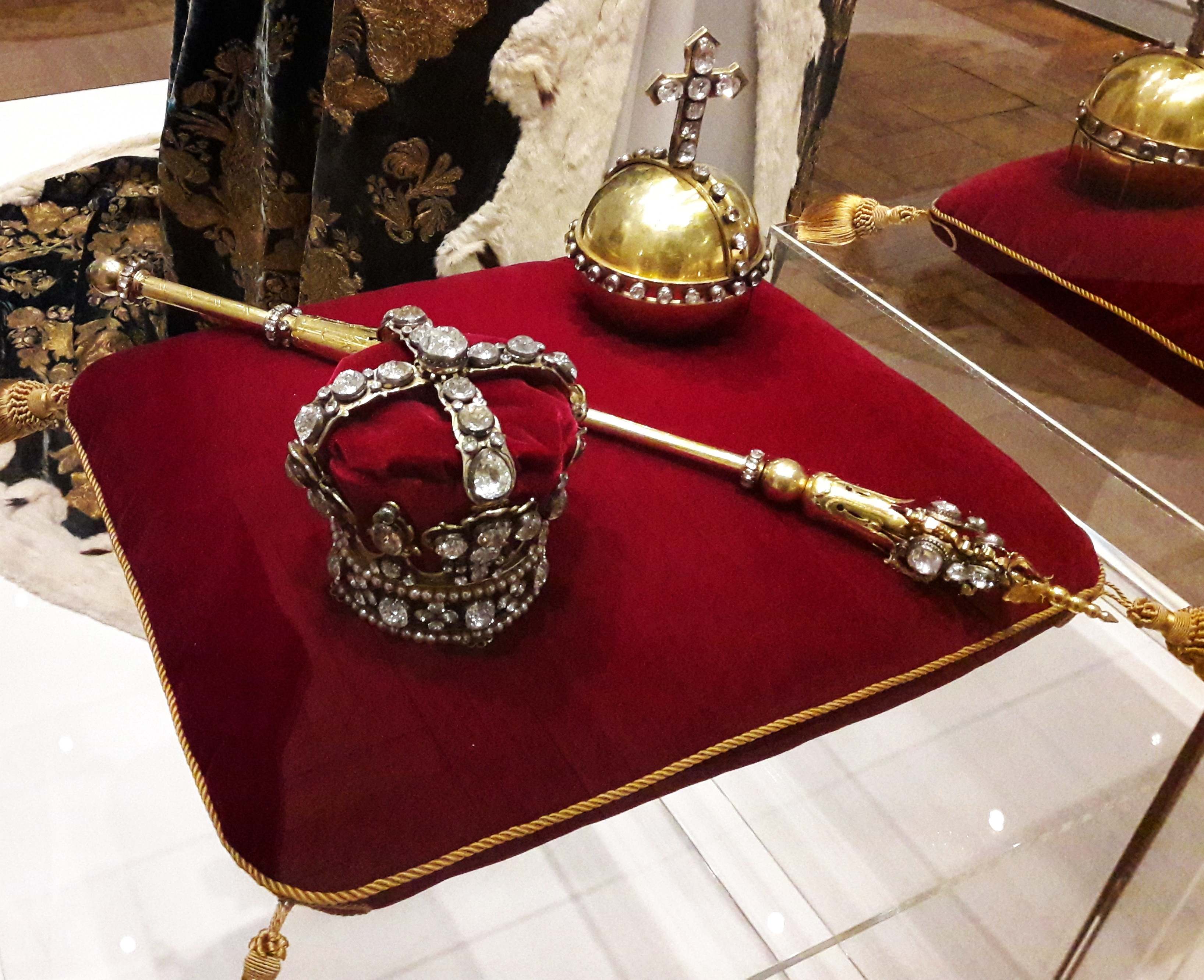
Le regalie della Regina di Polonia

Era devota cattolica: venerò in particolare San Francesco Saverio e fu attivamente coinvolta nella costruzione della Hofkirche a Dresda. Il suo confessore personale, il gesuita Anton Hermann, la criticò per essere troppo religiosa da ciò che era appropriato per qualcuno che non fosse un membro di un ordine religioso cattolico. Maria Giuseppa non ha perseguitato i non cattolici e una volta ha sottolineato all'erede al trono che non avrebbe dovuto perseguitarli, ma consentire loro tutta la libertà pur essendo guidato dalla fede cattolica. Nonostante il suo rigoroso codice morale personale, secondo quanto riferito non era una puritana e andava d'accordo con i fratellastri illegittimi del coniuge.
La regina era politicamente attiva e, sebbene non fosse formalmente proclamata reggente durante l'assenza del coniuge, agì informalmente come sua rappresentante. Era noto e riconosciuto dalla corte che aveva partecipato agli affari di stato. Gestiva anche un'ampia corrispondenza diplomatica. Heinrich von Brühl rivaleggiava con la sua influenza sul coniuge. Secondo quanto riferito, Maria Giuseppa non era in buoni rapporti con il figlio maggiore, Federico Cristiano. Desiderava che suo figlio più giovane Francesco Saverio fosse eletto re di Polonia piuttosto che avere Federico Cristiano come successore di suo padre su entrambi i troni, e ha impedito a Federico Cristiano e alla sua sposa di visitare la Polonia, impedendo loro di stabilire dei collegamenti. Ha minato qualsiasi tentativo di Federico Cristiano di fondare una propria base di potere prima della morte di suo padre, e tra le altre cose ha impedito un incontro tra lui e la sua sposa con l'imperatrice Maria Teresa in Boemia nel 1754.
Nel 1740, rivendicò i diritti al trono d'Austria, ma non per se stessa ma per il suo consorte. Rinunciò alla sua pretesa nel 1742, e presto strinse un'alleanza con l'Austria.

### Ultimi anni e morte

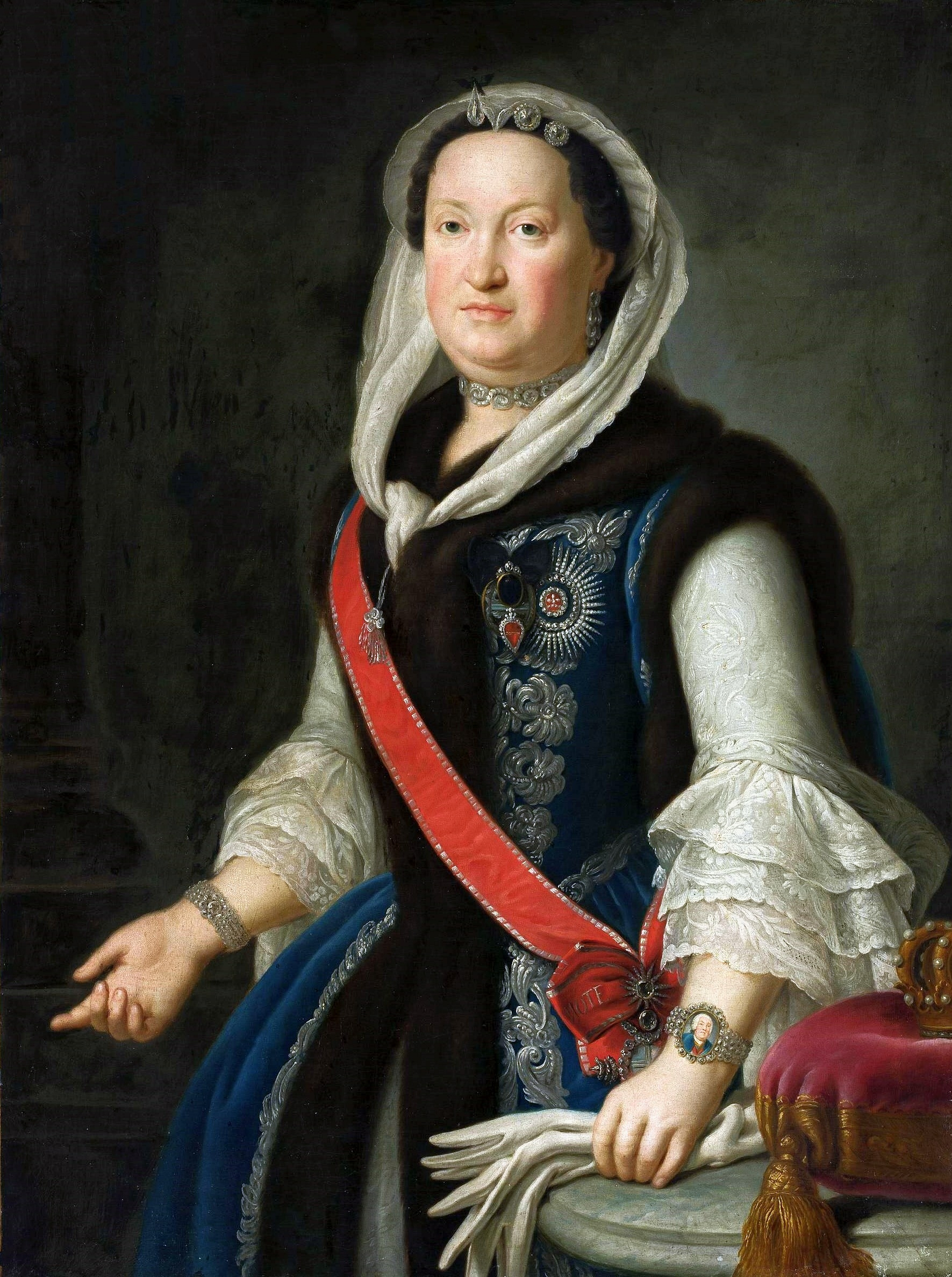
La regina Maria Giuseppa ritratta da Pietro Rotari nel 1755

Durante la guerra dei sette anni, Maria Giuseppa rimase a Dresda con suo figlio, Federico Cristiano e sua moglie Maria Antonia, dopo che il marito se ne andò il 20 ottobre 1756. Rimase a Dresda quando la città fu presa dall'esercito prussiano. Lei, così come Federico Cristiano e sua moglie Maria Antonia, furono tutti posti agli arresti domiciliari nel palazzo di Dresda sorvegliato da un comandante prussiano. A Maria Giuseppa fu vietato di scrivere ai suoi figli, ma si impegnò nella corrispondenza con inchiostro invisibile e usò la sua rete di corrispondenti per aiutare suo figlio e sua nuora a incoraggiare la resistenza in Sassonia contro gli invasori prussiani. Nonostante le numerose restrizioni, riuscì a canalizzare informazioni segrete sul feldmaresciallo sassone Browne assediato da Federico il Grande a Struppen. Il 4 aprile 1757, la sua dama di camera, la contessa Ogilvy, fu arrestata. La sua ultima lettera del 6 settembre è stata inviata all'imperatrice austriaca tramite il figlio esiliato, in cui afferma anche che questa sarebbe stata l'ultima, poiché era troppo sorvegliata.

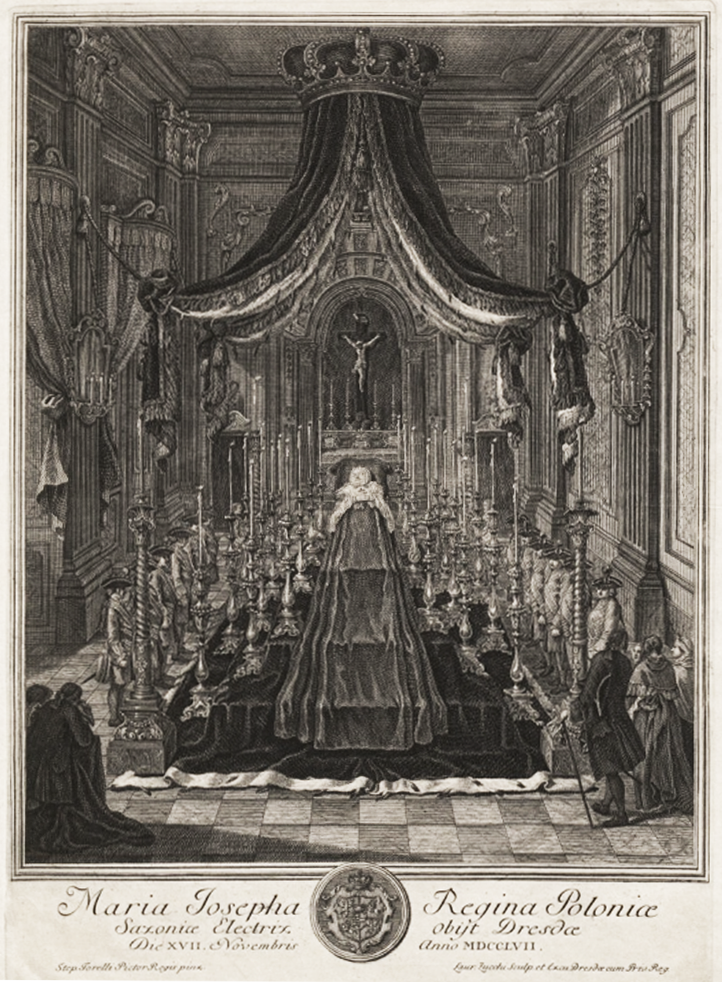
Il catafalco di Maria Giuseppa in una litografia di Stefano Torelli

Il 17 novembre 1757, Maria Giuseppa morì a Dresda per un ictus e fu sepolta nella cripta dei Wettin nella Katholische Hofkirche a Dresda.

## Discendenza
Maria Giuseppa e Augusto III di Polonia ebbero quattordici figli:
1. Federico Augusto di Sassonia (1720–1721) morì nell'infanzia.
2. Principe Giuseppe Augusto di Sassonia (1721–1728) morì nell'infanzia.
3. Federico Cristiano, Elettore di Sassonia (1722–1763) sposò Maria Antonia di Baviera ed ebbe figli.
4. Maria Amalia di Sassonia (1724–1760) sposò Carlo III di Spagna ed ebbe figli.
5. Maria Margherita di Sassonia (1727–1734) morì nell'infanzia.
6. Maria Anna Sofia di Sassonia (1728–1797) sposò Massimiliano III Giuseppe, Elettore di Baviera e non ebbe figli.
7. Francesco Saverio di Sassonia (1730–1806) sposò morganaticamente Maria Chiara Spinucci ed ebbe figli.
8. Maria Giuseppa di Sassonia (1731–1767) sposò sposò Luigi, Delfino di Francia ed ebbe figli.
9. Carlo di Sassonia (1733–1796) sposò Francesca Korwin-Krasińska ed ebbe figli.
10. Maria Cristina di Sassonia (1735–1782) morì nubile.
11. Maria Elisabetta di Sassonia (1736 - 1818) morì nubile.
12. Alberto di Sassonia (1738–1822) sposò Maria Cristina d'Austria ed ebbe figli.
13. Clemente Venceslao di Sassonia (1739–1812) morì celibe.
14. Maria Cunegonda di Sassonia (1740–1826) morì nubile.

## Ascendenza
|                                          |                               |                                            | Genitori                                  |  |  | Nonni |  |  | Bisnonni                 |  |  | Trisnonni               |  |
|                                          |                               |                                            |                                           |  |  |       |  |  | Ferdinando III d'Asburgo |  |  | Ferdinando II d'Asburgo |  |
|                                          |                               |                                            |                                           |  |  |       |  |  | Ferdinando III d'Asburgo |  |  | Ferdinando II d'Asburgo |  |
|                                          |                               | Maria Anna di Baviera                      |                                           |  |  |       |  |  | Ferdinando III d'Asburgo |  |  |                         |  |
| Leopoldo I d'Asburgo                     |                               |                                            |                                           |  |  |       |  |  | Ferdinando III d'Asburgo |  |  |                         |  |
|                                          |                               | Maria Anna di Spagna                       | Filippo III di Spagna                     |  |  |       |  |  |                          |  |  |                         |  |
|                                          |                               | Maria Anna di Spagna                       | Filippo III di Spagna                     |  |  |       |  |  |                          |  |  |                         |  |
|                                          |                               | Maria Anna di Spagna                       | Margherita d'Austria-Stiria               |  |  |       |  |  |                          |  |  |                         |  |
| Giuseppe I d'Asburgo                     |                               | Maria Anna di Spagna                       |                                           |  |  |       |  |  |                          |  |  |                         |  |
|                                          |                               | Filippo Guglielmo del Palatinato           | Volfango Guglielmo del Palatinato-Neuburg |  |  |       |  |  |                          |  |  |                         |  |
|                                          |                               | Filippo Guglielmo del Palatinato           | Volfango Guglielmo del Palatinato-Neuburg |  |  |       |  |  |                          |  |  |                         |  |
|                                          |                               | Filippo Guglielmo del Palatinato           | Maddalena di Baviera                      |  |  |       |  |  |                          |  |  |                         |  |
| Eleonora del Palatinato-Neuburg          |                               | Filippo Guglielmo del Palatinato           |                                           |  |  |       |  |  |                          |  |  |                         |  |
|                                          |                               | Elisabetta Amalia d'Assia-Darmstadt        | Giorgio II d'Assia-Darmstadt              |  |  |       |  |  |                          |  |  |                         |  |
|                                          |                               | Elisabetta Amalia d'Assia-Darmstadt        | Giorgio II d'Assia-Darmstadt              |  |  |       |  |  |                          |  |  |                         |  |
|                                          |                               | Elisabetta Amalia d'Assia-Darmstadt        | Sofia Eleonora di Sassonia                |  |  |       |  |  |                          |  |  |                         |  |
| Maria Giuseppa d'Austria                 |                               | Elisabetta Amalia d'Assia-Darmstadt        |                                           |  |  |       |  |  |                          |  |  |                         |  |
|                                          | Giorgio di Brunswick-Lüneburg | Guglielmo il Giovane di Brunswick-Lüneburg |                                           |  |  |       |  |  |                          |  |  |                         |  |
|                                          | Giorgio di Brunswick-Lüneburg | Guglielmo il Giovane di Brunswick-Lüneburg |                                           |  |  |       |  |  |                          |  |  |                         |  |
|                                          | Giorgio di Brunswick-Lüneburg | Dorothea di Danimarca                      |                                           |  |  |       |  |  |                          |  |  |                         |  |
| Giovanni Federico di Brunswick-Lüneburg  | Giorgio di Brunswick-Lüneburg |                                            |                                           |  |  |       |  |  |                          |  |  |                         |  |
|                                          |                               | Anna Eleonora di Assia-Darmstadt           | Luigi V d'Assia-Darmstadt                 |  |  |       |  |  |                          |  |  |                         |  |
|                                          |                               | Anna Eleonora di Assia-Darmstadt           | Luigi V d'Assia-Darmstadt                 |  |  |       |  |  |                          |  |  |                         |  |
|                                          |                               | Anna Eleonora di Assia-Darmstadt           | Maddalena di Brandeburgo                  |  |  |       |  |  |                          |  |  |                         |  |
| Guglielmina Amalia di Brunswick-Lüneburg |                               | Anna Eleonora di Assia-Darmstadt           |                                           |  |  |       |  |  |                          |  |  |                         |  |
|                                          |                               | Edoardo del Palatinato-Simmern             | Federico V Elettore Palatino              |  |  |       |  |  |                          |  |  |                         |  |
|                                          |                               | Edoardo del Palatinato-Simmern             | Federico V Elettore Palatino              |  |  |       |  |  |                          |  |  |                         |  |
|                                          |                               | Edoardo del Palatinato-Simmern             | Elisabetta Stuart                         |  |  |       |  |  |                          |  |  |                         |  |
| Benedetta Enrichetta del Palatinato      |                               | Edoardo del Palatinato-Simmern             |                                           |  |  |       |  |  |                          |  |  |                         |  |
|                                          |                               | Anna Maria di Gonzaga-Nevers               | Carlo I di Gonzaga-Nevers                 |  |  |       |  |  |                          |  |  |                         |  |
|                                          |                               | Anna Maria di Gonzaga-Nevers               | Carlo I di Gonzaga-Nevers                 |  |  |       |  |  |                          |  |  |                         |  |
|                                          |                               | Anna Maria di Gonzaga-Nevers               | Caterina di Lorena                        |  |  |       |  |  |                          |  |  |                         |  |
|                                          |                               | Anna Maria di Gonzaga-Nevers               |                                           |  |  |       |  |  |                          |  |  |                         |  |